# Marro (gastronomia)
Il marro o cazzomarro, detto anche 'u marrett è prodotto prodotti agroalimentare tradizionale di Gravina in Puglia, inserito nei PAT Puglia, di Matera e di Montescaglioso, dove è catalogato anche nei prodotti agroalimentari tradizionali italiani tipici della Puglia, della Basilicata e diffuso anche nel materano. 

Il termine cazzomarro deriva dalla parola dialettale “cazzare” ossia schiacciare (nella ricetta le interiora vengono schiacciate, appunto cazzate, per rendere al massimo profumi e gusto) e dal latino “marra", ossia mucchio di sassi. 

## Ricetta
Si prepara con interiora di agnello o capretto a mo' di rotolo: (cuore,  fegato, polmoni, animelle), con aggiunta di pomodori e cubetti di pecorino, viene avvolto nella reticella (omento di agnello) e legato con le budella dello stesso animale; l'interno è composto dalle frattaglie condite con aglio, prezzemolo, pecorino, sale e pepe ; la composizione e la varietà delle interiora utilizzate può cambiare di paese in paese ed anche il condimento . 

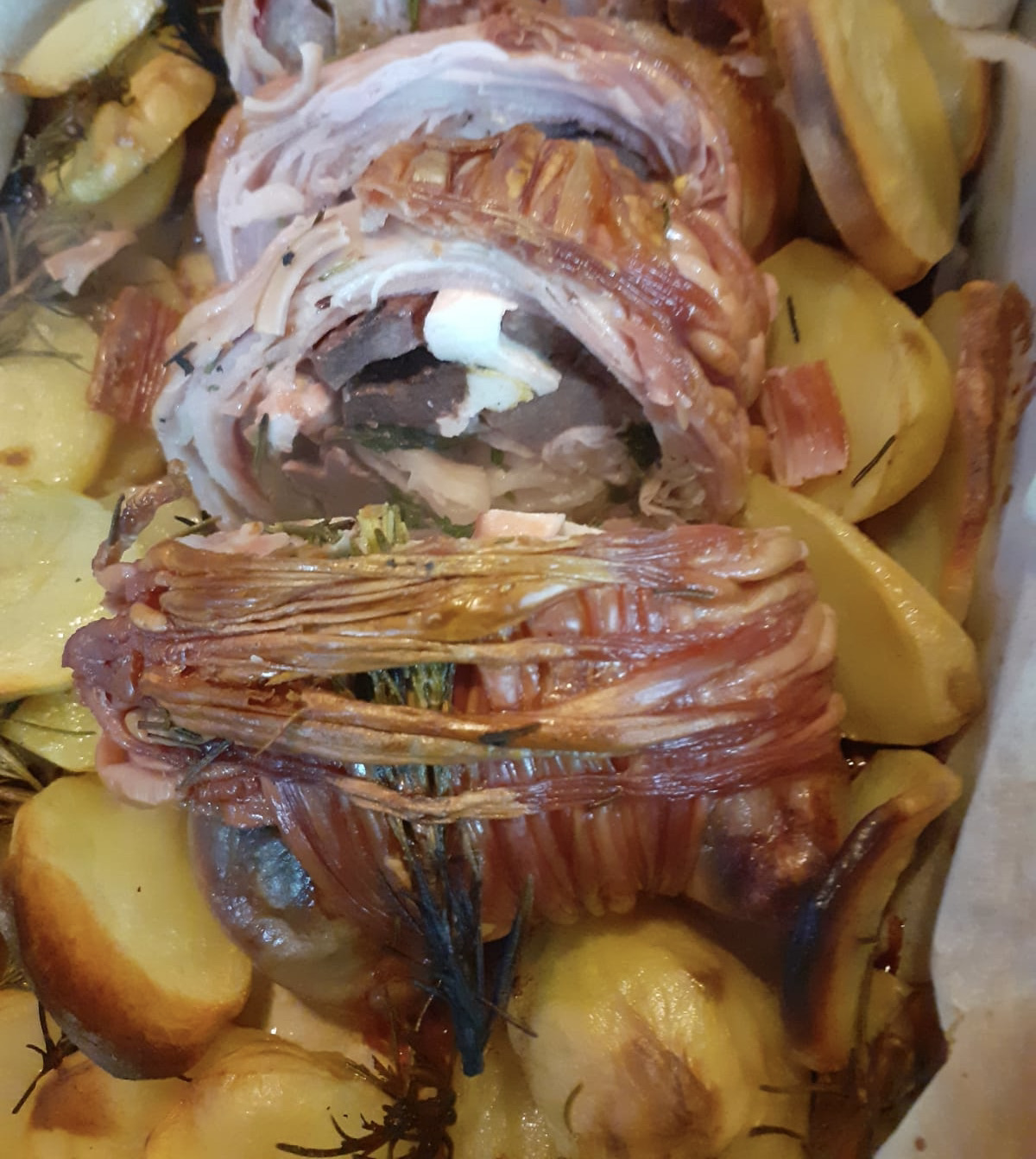
Cazzomarro al forno con le patate

Ha l’aspetto di un grande turcinieddho: in alcune ricette è previsto il lardo mischiato alle interiora, in altre si aggiunge un trito aromatico (salvia, rosmarino, timo), a volte si sodtituisce il pecorino con mortadella o prosciutto crudo . 
 Le budella vanno lavate a lungo con acqua tiepida e succo di limone, per sgrassarle si utilizza il sale grosso; la reticella va sbollentata e raffreddata, tagliata a rettangoli e stesa in modo da ospitare il preparato già condito prima di avvolgere il rotolo . 
 Generalmente viene cotto al forno o alla brace, con patate, lampasciuni o cardoncelli  e condito con olio, pecorino e vino bianco.

## Curiosità
A Gravina in Puglia viene tradizionalmente preparato il 29 settembre in occasione dei festeggiamenti di san Michele, patrono della cittadina .

### Fonti
1. ↑   Elenco P.A.T. Puglia - dati ufficiali del Ministero delle politiche agricole alimentari e forestali, su gazzettaufficiale.it. URL consultato il 20 dicembre 2020.
2. ↑   Marro, l’involtino di carne tipico dell’entroterra pugliese, su puglia.com. URL consultato il 20 dicembre 2020.
3. ↑   Il Cazzomarro un piatto della tradizione, su brevenews.com. URL consultato il 20 dicembre 2020.
4. ↑   Il Cazzomarro alla brace, su ilcuoreingola.it. URL consultato il 20 dicembre 2020.
5. ↑   Cosimo Damiano Fonseca, La Provincia di Taranto: tra l'Occidente e il Mediterraneo : storia, cultura, società, Scorpione Editore, 1997,  p. 366.
6. 1 2   ALLA SCOPERTA DEL CAZZOMARRO PUGLIESE, su braciamiancora.com. URL consultato il 26 dicembre 2020.
7. ↑   Francesco Mastrogiacomo, Gravina e le sue tradizioni, 1973,  p. 122.